# Trettondedagsförklaringen
Trettondedagsförklaringen, även kallad Trettondedagsdeklarationen, på tjeckiska Tříkrálová deklarace, ägde rum den 6 januari 1918, då tjeckiska (böhmiska), mähriska och schlesiska ledamöter av det österrikiska Reichsrat (ungefär riksrådet) möttes i Prag och kungjorde en förklaring eller ett manifest om självständighet för sina regioner och ett bildande av en ny, tjeckoslovakisk stat. Flera liknande grupper som ville bli självständiga från det kejserliga Österrike-Ungern fanns i andra regioner under samma tid. Ungefär samtidigt, den 8 januari 1918, förklarade den amerikanske presidenten Woodrow Wilson i ett tal sitt stöd för de olika regionala självständighetssträvandena i Österrike-Ungern, och den brittiske premiärministern David Lloyd George uttalade sig snart med motsvarande stöd.